# 威廉·范哈内亨
威廉·范哈内亨（德語：Willem van Hanegem，1944年2月20日—），前荷兰足球运动员，主教练及评论员。在超过20年的球员生涯中，他曾随费耶诺德赢得过数个国内赛事锦标和两次欧洲赛事冠军。作为一名教练，他也曾率领费耶诺德赢得过荷兰联赛及杯赛冠军，并在一段时间内担任荷兰国家足球队的助理教练。在荷兰，他被广泛认为是史上最优秀的荷兰足球运动员之一，并以卓越的战术洞察力、梦幻般的传球范围和出色的脚下技术而著称。由于他独特的冲刺风格（他有罗圈腿）以及踢出弧线球的技巧，他也获得了（弯曲）的绰号。